# Pterogymnus laniarius
 Pterogymnus laniarius és un peix teleosti de la família dels espàrids i de l'ordre dels perciformes.

## Particularitats
Pterogymnus laniarius és l'única espècie del gènere Pterogymnus.
Pot arribar als 45 cm de llargària total.
Es troba a les costes del sud-est de l'Atlàntic: des de Namíbia i Sud-àfrica fins a Beira (Moçambic).